# Struikwallaby's
Struikwallaby's (Dorcopsis) is een geslacht van kangoeroes dat voorkomt in de regenwouden van Nieuw-Guinea en het nabijliggende eiland Goodenough.
Er worden vier soorten erkend:
- Dorcopsis atrata – Goodenoughwallaby
- Dorcopsis hageni – Hagenwallaby
- Dorcopsis luctuosa
- Dorcopsis muelleri – Mullerwallaby